# Улица Василия Тредиаковского
У́лица Васи́лия Тредиако́вского — улица в историческом районе Белый город в центральной части Астрахани. Названа в честь поэта, переводчика и филолога Василия Кирилловича Тредиаковского (1703—1768). Начинается от Адмиралтейской улицы напротив окончания Никольской и идёт на восток, пересекая улицы Тургенева и Эспланадную. Затем меняет направление и идёт на юго-запад вдоль Братского сада и стен Астраханского кремля, пересекая пешеходную часть Ахматовской улицы, улицы Советскую, Чернышевского и Красного Знамени и заканчивается в точке, в которой проезжая часть площади Ленина переходит в улицу Ленина.

## Застройка
Преимущественно застроена зданиями дореволюционного периода, в том числе памятниками архитектуры. Астраханский кремль имеет почтовый адрес по улице Тредиаковского, дом 2.
Одна из самых широких улиц центра Астрахани. Пространство улицы в районе Братского сада имеет ширину около 50 метров.

## История
Ещё со времён постройки деревянных укреплений Астраханского кремля существовала торговая площадь перед стеной, известная как Большой, или Русский, Базар. С северной стороны располагались казённый кабак и земская изба, позднее ставшая городской ратушей, а в XIX веке — Казённая палата. Основная часть площади была занята Русским торговым двором, к XVIII веку представлявшего собой одноэтажное замкнутое каре. В 1825 году двор был перестроен, на улицу, тогда носившую название Соборной, вышел один из его главных фасадов, что изменило масштаб улицы. (Русский торговый двор был снесён в 1925 году, его территория вошла в состав Братского сада). Торговая площадь в основном оставалась не застроенной, хотя кое-где возникали даже двухэтажные здания лавок. В 1840—1850-х гг. во время ремонта стен кремля площадь была расчищена от лавок. Она оставалась пустым пространством с глинистой почвой. Полноценная улица сформировалась лишь к началу XX века, когда её замостили камнем, провели освещение. По ней также прошла трамвайная линия кольцевого маршрута.
В послевоенный период улица была местом праздничных демонстраций. В северной части была устроена городская доска почёта с памятником Сталину.
До 1920 года улица называлась Соборной, поскольку проходила вдоль восточной стены Кремля, где находился собор. Затем была переименована в улицу 25 октября 1917 года. В 1924 году вновь переименована в Октябрьскую постановлением Междуведомственной комиссии. В 2003 году получила своё современное название в честь поэта Василия Кирилловича Тредиаковского. Тредиаковский родился в Астрахани в 1703 году и в возрасте около 19 лет при туманных обстоятельствах, возможно, после личной встречи в Астрахани с Петром I, уехал из Астрахани в Москву. В 1727 году все его астраханские родственники умерли в эпидемии чумы, и больше в Астрахань Тредиаковский не возвращался. Переименование произошло в честь 300-летнего юбилея академика.

## Галерея зданий

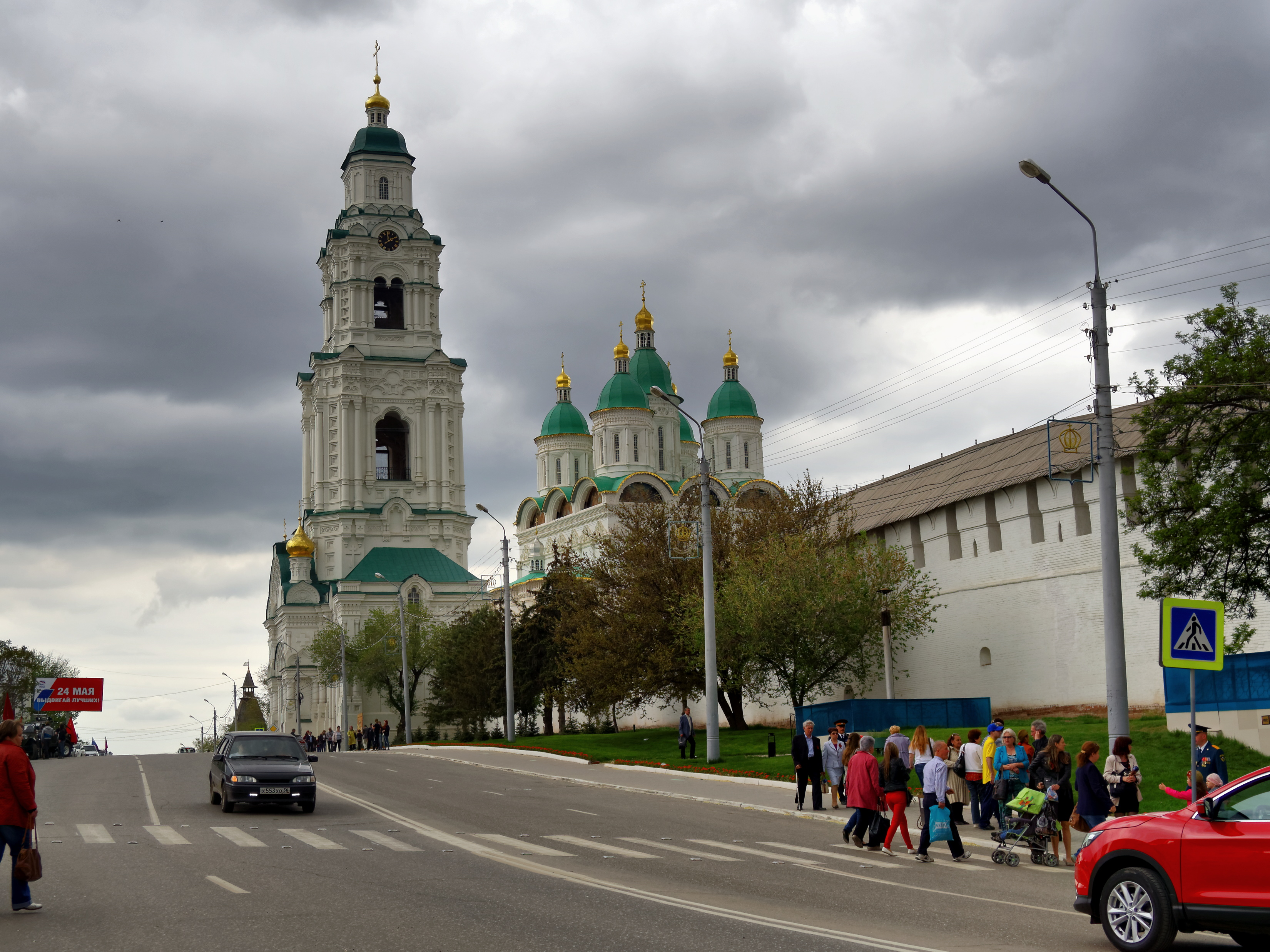
Вид на Успенский собор и колокольню с улицы Тредиаковского

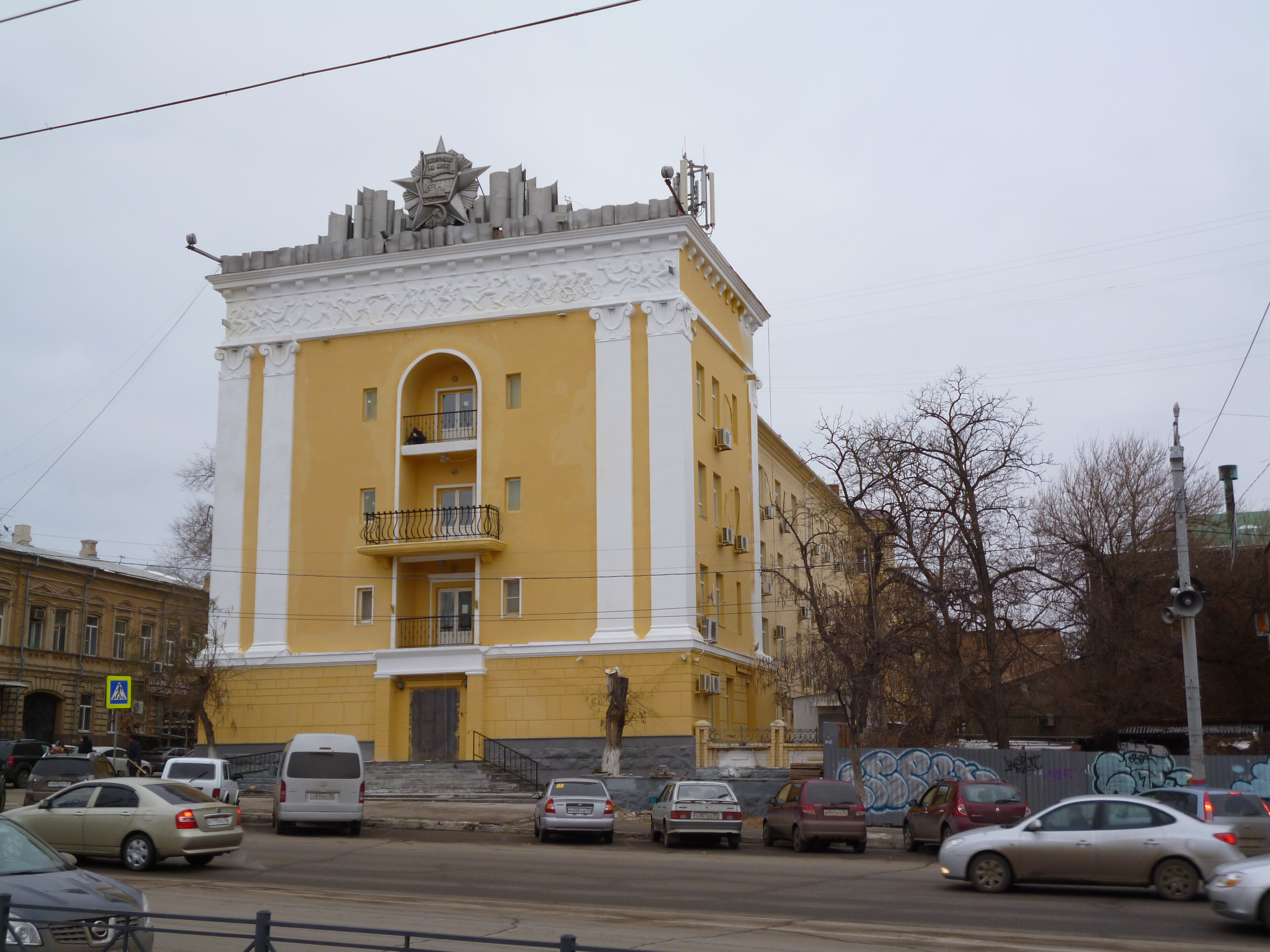
Улица Красного знамени, 2/Тредиаковского, 13, Центр занятости населения г. Астрахани

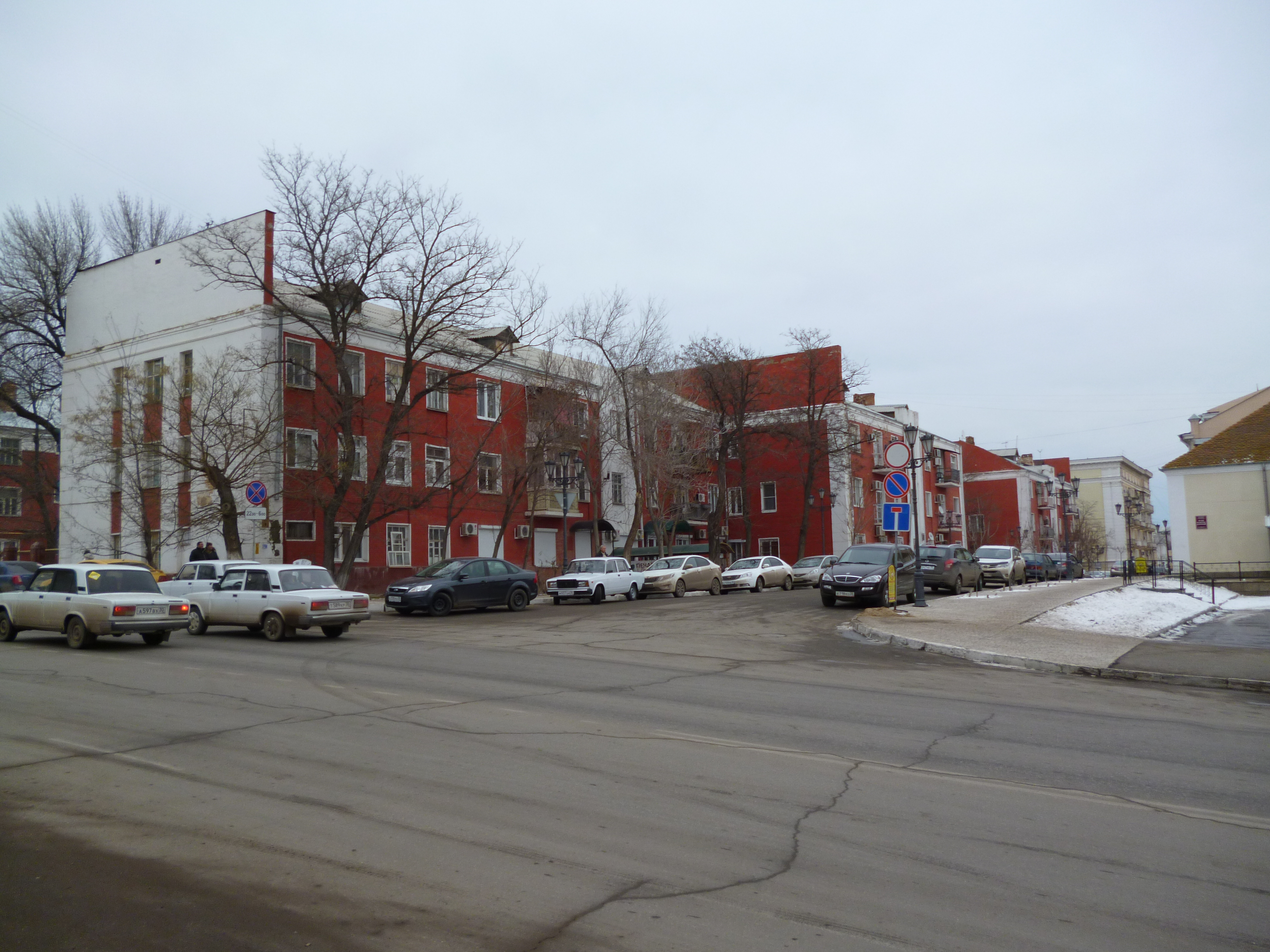
Советская улица, 2/Тредиаковского, 7/
Чернышевского, 1

Не считая кремля, на улице два объекта культурного наследия: 1 — федерального значения, 1 — регионального.
По нечётной стороне
- Дом 7 (угол с улицами Советской и Чернышевского) — квартал конструктивистских домов, 1933 год. Ранее на его месте был дом купца Репина 1860-х гг. постройки, в котором размещался клуб Общественного собрания Астрахани (дом пострадал при пожаре 1918 года во время революционных событий и позднее снесён), а ещё ранее — Городской магистрат[4].
- Дом 9/2 —  памятник архитектуры Торговое подворье Никитиных (позже — Калеевых, вторая половина XVIII — начало XIX вв.)

По чётной стороне
- Дом 2 —  памятник архитектуры Астраханский кремль (1562‒1581 гг.), занимает всю чётную сторону улицы

## Транспорт
У входа в Астраханский кремль на улице Тредиаковского расположена одноимённая остановка общественного транспорта, на которой останавливаются автобусы № 30 и 38 и маршрутные такси № 30с, 38с